# Pau Abad i Piera
Pau Abad i Piera (Sabadell, Vallès Occidental, 15 de juliol de 1896 - 10 de desembre de 1981) va ser un inventor i industrial, pioner de l'enginyeria electrònica a Catalunya.

## Biografia
De jove Pau Abad treballà en la mecànica de precisió aplicada a maquinària tèxtil i als automòbils i el 1924 fundà una fàbrica d'aparells de ràdio. Vinculat a Ràdio Associació de Catalunya, juntament amb altres investigadors, aconseguí durant els anys 1930 transmetre una imatge fotogràfica per ràdio, considerat per alguns l'inventor duna versió pràctica del radiofax atès que Western Union va transmetre la seva primera fotografia el 1921, AT&T va seguir el 1924, i RCA va començar a enviar Radiophotos el 1926, dos anys després de la patent de Pau Abad. Va patentar aquell invent el novembre del 1930 i la primera foto s'envià el 21 de novembre de 1932.
Abad fou pioner de l'enginyeria electrònica a Catalunya. Per la Guerra Civil va estroncar la seva activitat en la radiodifusió i va tornar al seu antic ofici.